# ريح المدام (مسلسل)
ريّح المدام هو مسلسل مصري كوميدي أنتج في عام 2017، وقد تم تجهيزه ليكون ضمن مسلسلات شهر رمضان 1438. المسلسل من بطولة أحمد فهمي، أكرم حسني، مي عمر ورجاء الجداوي. تأليف: تامر إبراهيم، ولاء شريف، أسامة مقلد، صالح سعيد، وليد عبدالسلام، ومن إخراج: كريم العدل. بدأ تصوير المسلسل في 27 ديسمبر 2016. كان اسم المسلسل في البداية (هو وهي وهو).

## عن القصة
تدور أحداث المسلسل في حلقات منفصلة متصلة حول "سلطان" الذي يعمل مخرج إعلانات، ولأنه يخون زوجته باستمرار تقرر معاقبته بالاتفاق مع صديقه الدكتور النفسي "بهجت" والذي يقوم بمساعدتها في إعداد المقلب.

## فريق العمل

### تمثيل
| - أحمد فهمي في دور: سلطان - أكرم حسني في دور: د.بهجت - مي عمر في دور: داليا - رجاء الجداوي في دور: منيرة - إسلام إبراهيم: المأذون - أيمن منصور: سرور - عباس أبو الحسن: الجزار ح2 - ضياء الميرغني: صاحب الكباريه ح1 - الشحات مبروك: كابتن فودة ح3 - بدرية طلبة: أمنية في المطار ح3 - صالح عبد النبي: شادي ح3، 4 - محمد عبد العظيم: عرعر ح8 - علي حميدة: بنفسه ح8 - محمد طه:كريم ح9، 10 - الخليل كوميدي: بنفسه ح10 | - جمال حمزة: بنفسه ح10 - كريم فهمي: عمر ح11 - مي فخري: ياسمين ح11 - أحمد سلطان: المومياء ح12، 13 وإ. مكاري ح25 - طارق عبد العزيز: ضيف شرف ح14 - إسماعيل فرغلي: مسجون ح15، 16 - أحمد مندي: ضيف شرف ح 16 - عبد العزيز حسين:حرامي ح 16 - توني ماهر: السائق رجب ح17 - جيلان علاء: عروسة البحر ح17، 18 - أحمد فتحي: القرصان زعنفة ح17، 18 - سمير صبري: بنفسه ح18 - محمد خميس:عتريس الناجي ح19 - عاطف عمار: غشيم الناجي ح19 - مي رضا: برغوتة ح21، 22 | - تامر فرج: فكري الشاعر ح21، 22 - أحمد سعد ميشو: بكري العالم ح21، 22 - محمود الليثي: ذكري الملاكم ح21، 22 - أيمن وتار: شكري الحلاق ح21، 22 - بكري خالد: سعيد ضفيرة ح22 - محمد الفخراني: طفل ح23، 24 - حسن محمد: طفل: ح23، 24 - محمد علي رزق: مخرج المسرحية ح24 - رحاب الجمل: شغلاهم ح 27 - محمد العربي: المعلم كمبورة ح 27 - امنية علي: فراغ ح 27، 28 - مروة جمال: فهرس ح 28 42 - هشام منصور: ضابط شرطة ح 30 - علوي الحسيني: عامل بالقسم ح 30 - بيومي فؤاد: بنفسه ح 30 |

### الحلقات
| - 1.الحلقة الأولى - 2.الرقاصة - 3.الملاكمة - 4.المصورة - 5.في لبنان - 6.الحلقة6 - 7.الغوريلا - 8.الdj - 9.الدجالة والعفاريت - 10.العفريت كريم | - 11.منظمة أفراح - 12.عالمة أثار - 13.المومياء - 14.رسامة تشكيلية - 15.المحامية - 16.اعدام سلطان - 17.القراصنة - 18.الحلقة 18 - 19.المعلمة - 20.الطفل اليتيم | - 21.الخدامة - 22.سلطان الاسكتلندي - 23.عيال المدرسة - 24.رحلة المدرسة - 25.دار المسنين - 26.الحلقة 26 - 27.جوزني شكراً - 28.الحلقة 28 - 29.انتقام سلطان - 30.الحلقة 30 الأخيرة |